# Livio Baggio
Livio Baggio (13 mei 1966) is een Belgische voormalige atleet, die gespecialiseerd was in het hoogspringen. Hij veroverde twee Belgische titels.

## Biografie
Baggio werd outdoor in 1996 en indoor in 1997 Belgisch kampioen hoogspringen.
Baggio was aangesloten bij Seraing Athlétisme, AV Toekomst, Star, RFC Luik, Herve AC en Hoei AC. Bij die club bleef hij nog lange tijd actief als master.

## Belgische kampioenschappen
Outdoor
| Onderdeel    | Jaar |
| ------------ | ---- |
| hoogspringen | 1996 |

Indoor
| Onderdeel    | Jaar |
| ------------ | ---- |
| hoogspringen | 1997 |

## Persoonlijk record
| Onderdeel    | Prestatie | Datum       | Plaats  |
| ------------ | --------- | ----------- | ------- |
| hoogspringen | 2,13 m    | 27 mei 1990 | Hannuit |

## Palmares
hoogspringen
- 1989:  BK AC – 2,08 m
- 1990:  BK AC – 2,05 m
- 1995:  BK AC – 2,06 m
- 1996:  BK AC – 2,09 m
- 1997:  BK indoor AC – 2,04 m